# ارفاد الجرين (بعدان)

تعديل مصدري - تعديل

ارفاد الجرين محلة تابعة لقرية الحجيلي، التابعة لعزلة حيسان بمديرية بعدان إحدى مديريات محافظة إب في الجمهورية اليمنية، بلغ تعداد سكانها 46 حسب تعداد اليمن لعام 2004.